# Graecoanatolica vegorriticola
Graecoanatolica vegorriticola е критично застрашен вид коремоного от семейство Hydrobiidae.

## Ареал
Видът съществува единствено в Островското (Вегоритида) и съседното Петърско езеро (Петрон) Гърция. Видът е определен като критично застрашен от Международния съюз за защита на природата предимно заради загубата на хабитат, като резултат от еутрофикацията на Петърското езеро и ефектите от замързяването върху оставащия му подходящ хабитат в Островското езеро. Когато е описан видът, се казва, че той изобилства по краищата на Островското езеро, но в 2006 година са открити само остатъци от първоначалната популация.